# Třída Beagle (1909)
Třída Beagle (jinak též třída G) byla třída torpédoborců britského královského námořnictva z období první světové války. Celkem bylo postaveno 16 torpédoborců této třídy. Ve službě byly v letech 1910–1921. Byly nasazeny ve světové válce. Ve službě byly tři ztraceny.

## Stavba

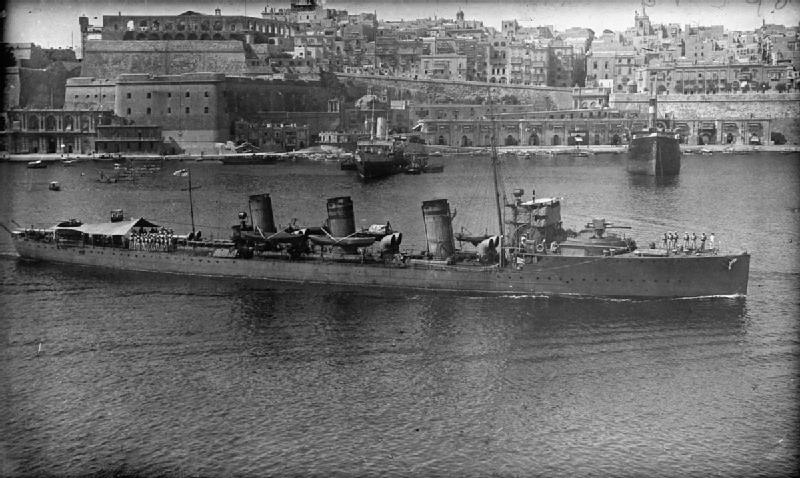
HMS Scorpion

Celkem bylo v letech 1909-1911 postaveno 20 torpédoborců této třídy. Do jejich stavby se zapojily loděnice John Brown & Co. (John Brown) v Clydebanku, Fairfield Shipbuilding and Engineering Company (Fairfield) v Govanu, J. Samuel White & Company (White) v Cowesu, Cammell Laird & Company (Cammell Laird) v Birkenheadu, R. & W. Hawthorn, Leslie & Company (Hawthorn Leslie) v Hebburnu, John I. Thornycroft & Company (Thornycroft) ve Woolstonu, London and Glasgow Engineering and Iron Shipbuilding Company (London & Glasgow) v Govanu, William Denny & Brothers (Denny) v Dumbartonu a Thames Ironworks, Shipbuilding and Engineering (Thames) v Blackwallu. Do služby byly přijaty v letech 1910–1911.
Jednotky třídy Beagle:
| HMS Beagle      | John Brown       | 1909 | 16. října 1909     | duben 1910    | Prodán do šrotu 1921.                                                                                          |
| HMS Bulldog     | John Brown       | 1909 | 13. listopadu 1909 | červenec 1910 | Prodán do šrotu 1920.                                                                                          |
| HMS Grasshopper | Fairfield        | 1909 | 23. listopadu 1909 | červenec 1910 | Prodán do šrotu 1921.                                                                                          |
| HMS Harpy       | White            | 1909 | 27. listopadu 1909 | červenec 1910 | Prodán do šrotu 1921.                                                                                          |
| HMS Renard      | Cammell Laird    | 1909 | 30. listopadu 1909 | září 1910     | Prodán do šrotu 1920.                                                                                          |
| HMS Foxhound    | John Brown       | 1909 | 11. prosince 1909  | květen 1910   | Prodán do šrotu 1921.                                                                                          |
| HMS Wolverine   | Cammell Laird    | 1909 | 15. ledna 1909     | září 1910     | Dne 12. prosince 1917 se potopil severozápadně od pobřeží Irska po srážce s šalupou třídy Flower HMS Rosemary. |
| HMS Mosquito    | Fairfield        | 1909 | 27. ledna 1909     | srpen 1910    | Prodán do šrotu 1920.                                                                                          |
| HMS Basilisk    | White            | 1909 | 9. února 1910      | září 1910     | Prodán do šrotu 1921.                                                                                          |
| HMS Scourge     | Hawthorn Leslie  | 1909 | 11. února 1910     | srpen 1910    | Prodán do šrotu 1921.                                                                                          |
| HMS Racoon      | Cammell Laird    | 1909 | 15. února 1910     | říjen 1910    | Dne 9. ledna 1918 ztroskotal na západním pobřeží Irska.                                                        |
| HMS Scorpion    | Fairfield        | 1909 | 19. února 1910     | srpen 1910    | Prodán do šrotu 1921.                                                                                          |
| HMS Savage      | Thornycroft      | 1909 | 10. března 1910    | srpen 1910    | Prodán do šrotu 1921.                                                                                          |
| HMS Rattlesnake | London & Glasgow | 1909 | 14. března 1910    | srpen 1910    | Prodán do šrotu 1921.                                                                                          |
| HMS Pincher     | Denny            | 1909 | 15. března 1910    | září 1910     | Dne 24. července 1918 ztroskotal na útesu Seven Stones východně od pobřeží Cornwallu.                          |
| HMS Nautilus    | Thames           | 1909 | 30. března 1910    | září 1911     | Od prosince 1913 Grampus. Prodán do šrotu 1920.                                                                |

## Konstrukce

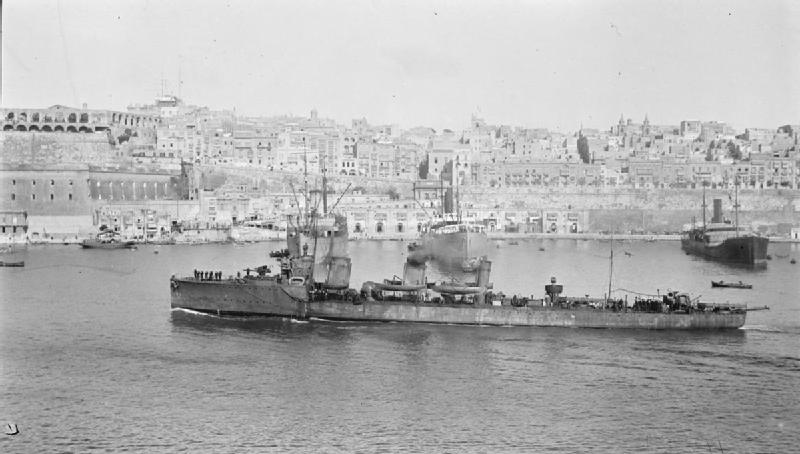
HMS Grampus

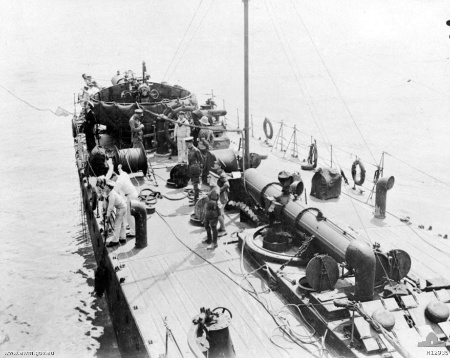
HMS Rattlesnake

Základní výzbroj představoval jeden 102mm kanón, tři 76mm kanóny a dva jednohlavňové 533mm torpédomety. Pohonný systém tvořilo pět kotlů pohánějících tři turbíny o výkonu 14 300 hp, roztáčející tři lodní šrouby. Nejvyšší rychlost dosahovala 27 uzlů.

## Operační služba
Britské královské námořnictvo třídu provozovalo v letech 1910–1921. Nasadilo je za první světové války. Ve službě byly ztraceny tři jednotky (Pincher, Racoon a Wolverine).